# Atmostas Baltija
Atmostas Baltija (in lituano: Bunda jau Baltija; in estone: Ärgake, Baltimaad; dal lettone: i paesi baltici si stanno svegliando), nota anche come Baltijai, è una canzone scritta da Valdis Pavloskis e musicata da  Boriss Rezniks. 

## Descrizione

### Storia
Nell'autunno del 1988 il musicista lettone Boriss Rezņiks propose al suo amico Valdis Pavlovskis di scrivere una canzone trilingue in ricordo dell'indipendenza delle tre repubbliche baltiche. Mentre Rezniks si occupava della melodia, Pavlovskis preparò il testo in lingua lettone e lo fece tradurre in lituano dal musicista Stasis Pavilaitis e in estone dal poeta Heldurs Karmo. La canzone venne registrata, con l'aiuto di tre solisti, nel novembre 1988 dagli Eolika, gruppo del quale Rezņiks era il leader.
Atmostas Baltija divenne poi uno dei simboli della catena baltica, protesta pacifica organizzata dagli abitanti di Estonia, Lettonia e Lituania in occasione del 50º anniversario del patto Molotov-Ribbentrop.